# Optimismus

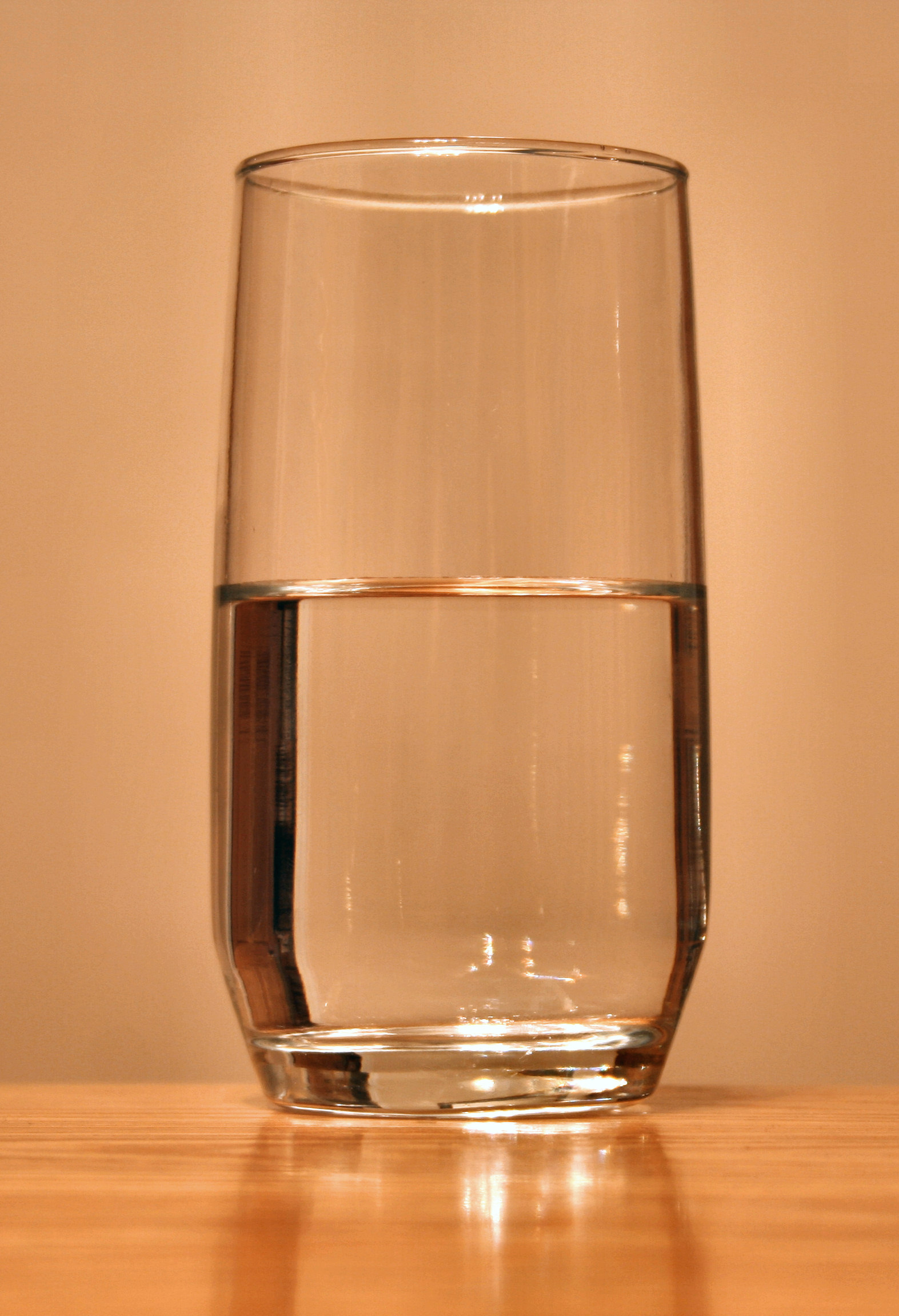
Podle optimisty je sklenice napůl plná.

Optimista je člověk, který má sklon vidět a posuzovat věci z té lepší stránky. Tato vlastnost se označuje jako optimismus. Podle Eysenckovy teorie jsou optimističtí především lidé, které označil jako sangviniky. Optimisté jsou většinou vyrovnaní a veselí, jejich hledání lepších stránek a výhod, při nepříjemných situacích a nepříjemnostech obecně, může mnohdy připomínat až ironii nebo černý humor a svými poznámkami dokážou stejně tak zvednout okolí náladu (způsobit nadšení pro věc, nebo alespoň smíření se se skutečností), jako přivádět k šílenství svůj psychologický opak – pesimisty. Lidé patrně nejsou více optimističtí. Ovšem muži jsou patrně optimističtější než ženy, protože ony méně riskují ztrátu. Optimisté jsou i sociálnější.